# Жан-Клод Голлеріх
Жан-Клод Голлеріх (люксемб. Jean-Claude Höllerich; нар. 9 серпня 1958, Дифферданж, Еш-сюр-Альзетт, Люксембург) — люксембурзький кардинал, Архієпископ Люксембургу з 2011 року.

## Життєпис
Жан-Клод Голлеріх народився 9 серпня 1958 року в Дифферданжі. Він виріс у Віандені та навчався в Апостольській школі Клерфонтен в Айшені та в Класичному ліцеї в Дикірху. З 1978 по 1981 рік він вивчав католицьке богослов'я та філософію в Папському Григоріанському університеті в Римі. 27 вересня 1981 року він вступив до ордену єзуїтів. Після новіціату в Намюрі з 1981 по 1983 рік він з 1983 по 1985 рік займався пастирською роботою в Люксембурзі. З 1985 по 1989 рік Голлеріх вивчав японську мову та культуру, а також богослов'я в Софійському університеті в Токіо. У 1990 році він отримав ліценціат з богослов'я у Вищій школі філософії та богослов'я Санкт-Георген у Франкфурті-на-Майні.

## Священство
21 квітня 1990 року його висвячено на священика в Брюсселі. З 1990 по 1994 рік він здобув ліценціат з німецької мови та літератури в Мюнхенському університеті Людвіга-Максиміліана. До 2001 року він був докторантом у Центрі досліджень європейської інтеграції в Бонні. 18 жовтня 2002 року Голлеріх склав вічні обітниці в церкві Святого Ігнатія в Токіо. Він є членом Японської єзуїтської провінції та був професором німецьких, французьких та європейських студій (1994—2011) та віцеректором із загальних та студентських справ Софійського університету в Токіо.

## Архієпископ Люксембургу
Папа Бенедикт XVI призначив Голлеріха архієпископом Люксембургу 12 липня 2011 року. Він отримав єпископську хіротонію 16 жовтня 2011 року в кафедральному соборі в Люксембурзі від свого попередника Фернана Франка; співсвятителями були архієпископ Кельнський, кардинал Йоахим Майснер, та архієпископ Токіо, Пітер Такео Окада. Він є восьмим єпископом і третім архієпископом Люксембургу.
Голлеріх головував на весіллі Гійома, спадкоємного великого герцога Люксембургу, і графині Стефанії де Ланнуа в Соборі Паризької Богоматері в Люксембурзі 20 жовтня 2012 року.
Він обіймав керівні посади в низці європейських асоціацій. З 2014 по 2018 рік він був президентом Конференції європейських комісій «Справедливість і мир», а у вересні 2017 року став президентом Комісії у справах молоді Ради єпископських конференцій Європи. У березні 2018 року його було обрано президентом Комісії єпископських конференцій Європейського Союзу (COMECE) на п'ятирічний термін. Папа Франциск призначив його для участі в Синоді єпископів 2018 року, присвяченому молоді, вірі та розпізнаванню покликання.

## Кардинал
5 жовтня 2019 року Папа Франциск призначив його кардиналом-священиком церкви Сан-Джованні-Крізостомо а-Монте-Сакро-Альто. Невдовзі після цього в інтерв'ю він підтримав висвячення одружених чоловіків у католицькі священики. Він сказав: «Я люблю свій целібат, я його дотримую, але я бачу, що одружені диякони можуть проповідувати інакше, ніж я, і я вважаю це саме по собі чудовим доповненням».
Його було призначено членом Папської ради з питань культури 21 лютого 2020 року, а також членом Папської ради з питань міжрелігійного діалогу — 8 липня 2020 року.
У вересні 2020 року він припустив, що обмеження, накладені пандемією COVID-19 на доступ до таїнств та церковних навчальних програм, призведуть до меншої Церкви, оскільки ті, хто відвідує її з культурних причин, навчилися жити без Церкви. Він вважав, що це лише загострює сучасні тенденції, оскільки «цей суто культурний католицизм не може тривати з часом». Він також сказав, що підтримує постановку «великих питань», але сподівається, що очікуваний Німецький синод визнає свої зобов'язання перед Церквою в усьому світі. Він вважав, що найважливішим питанням є роль жінок у Церкві, і висловив готовність розглянути питання висвячення жінок: «Я просто не знаю. Але я відкритий до цього. Однак зрозуміло, що нинішньої ситуації недостатньо. Ви повинні бачити та помічати, що жінки мають право голосу в церкві».
В інтерв'ю хорватському католицькому тижневику «Glas Koncila» Голлеріх сказав, що хоча Папа Франциск не хоче висвячення жінок, «я виступаю за те, щоб надати жінкам більше пастирської відповідальності. І якщо ми цього досягнемо, то, можливо, зможемо побачити, чи все ще існує бажання серед жінок висвячуватися», – додав він.
8 липня 2021 року Папа Франциск призначив його генеральним релатором Синоду єпископів 2023 року.
7 березня 2023 року Голлеріха було призначено до Ради кардиналів-радників.
Голлеріх брав участь як кардинал-вибірник у папському конклаві 2025 року, на якому було обрано Папу Лева XIV. 